# Enhydrosoma birsteini
Enhydrosoma birsteini är en kräftdjursart som beskrevs av Borutsky 1971. Enhydrosoma birsteini ingår i släktet Enhydrosoma och familjen Cletodidae. Inga underarter finns listade i Catalogue of Life.